# Аввакумов, Николай Михайлович (1970)
Никола́й Миха́йлович Авваку́мов (род. 9 марта 1970, Москва) — скульптор, график, реставратор, архитектор, член ЭКОСа при Главном архитекторе города Москвы,
общественный инспектор Москомнаследия и МГО ВООПИиК.

## Биография
Николай родился в семье потомственных художников-графиков Михаила Николаевича Аввакумова и Ольги Александровны Волковой.
С раннего детства Николай приобщился к искусству и наследовал взаимопроникновение традиций и культурных ценностей. Оба его дедушки были художниками. Николай Михайлович Аввакумов, полным тёзкой которого является Николай, был графиком, а Александр Васильевич Волков — живописцем-пейзажистом, доцентом кафедры живописи Московского государственного художественно-промышленного училища им. Строганова. Заслуженный деятель искусств Российской Федерации, профессор Михаил Николаевич Аввакумов и сейчас преподаёт в МГАХИ им. В. И. Сурикова.

## Образование
1988 Московская средняя художественная школа им. Н. В. Томского.
1994 Московский государственный академический художественный институт им. В. И. Сурикова по мастерской известного скульптора, профессора, академика О. К. Комова.
2025 Российский университет дружбы народов по направлению Реконструкция и реставрация архитектурного наследия

## Творчество
Уже в годы учёбы в школе Николай включился в движение защиты исторического наследия России. В 1989 году он создал макет-реконструкцию памятника архитектуры XVII века «Палаты Захария Ван-дер-Гульста в Немецкой слободе» по реставрационным обмерам (макет находится в экспозиции Музея городского быта на Бауманской улице, дом 50).
В 1990 году принимал участие в архитектурном конкурсе проектов воссоздания торговых рядов бывшего Немецкого рынка в историческом районе Москвы. Самостоятельно изучал технологию древнерусской иконописи, консультируясь с опытными реставраторами и иконописцами. Занимался реставрацией станковой темперной живописи, писал иконы.
В то же время была выполнена наружная фреска алтарной апсиды Никольской церкви, эскизные проекты восстановления колокольни и иконостаса храма в селе Оболенском (Калужская область).

Мемориальная доска, посвящённая крещению Александра Пушкина

В 1992 году создал бронзовую мемориальную доску, посвящённую крещению Александра Пушкина в Елоховском Богоявленском соборе.
Находясь в 1993 году на стажировке в ФРГ, участвовал в выставке Академии художеств Штутгарта.
По окончании МГАХИ в 1994 году создал центральный светильник Спасского собора Спасо-Андроникова монастыря в Москве, возрождая образ древнерусского хороса.
С 1995 года Аввакумов сотрудничает с художественным предприятием Русской православной церкви в Софрине в качестве художника-скульптора литейного производства. В частности, он работал над созданием проектов и моделей паникадил, подсвечников, семисвечников, ограждений, кронштейнов, двух канунных распятий и других видов церковной утвари, выпускаемых Софринским предприятием серийно и украшающих теперь многие храмы и монастыри в России и за рубежом.
В сотрудничестве с архитектурной фирмой «Арххрам» в 1997 году Николай Аввакумов выполнил проект бронзовых светильников для нижнего храма Преображения Господня в комплексе храма Христа Спасителя в Москве.
В 1998 году участвовал в воссоздании убранства Рождественского собора Саввино-Сторожевского монастыря созданием четырёх подсвечников «тощая свеча» с росписью.
В течение 1999 года принимал участие в восстановлении скита Святого Параклита Троице-Сергиевой лавры, в работах по иконостасу и созданию серебряного паникадила Свято-Духовского храма лавры.
С 2001 года — член Московского Союза художников, президентский стипендиат при Академии художеств, его работы можно видеть на ежегодной выставке молодых московских художников и архитекторов «Москва глазами молодых», проводимой комитетом общественных и межрегиональных связей Правительства Москвы и посвящённой Дня города.
В 2001 году разрабатывал скульптурные детали для храма иконы Божией Матери «Утоли моя печали» в Марьине.
В 2004 году создал скульптурный портрет патриарха Алексия II.
В 2007 году проектировал светильники и элементы интерьера для храма Святых Новомучеников и Исповедников российских в Коммунарке.

## Объекты реставрации
- Храм Святого Духа Утешителя (Параклита) в пустыни Параклита (интерьеры, внутренний и внешний декор), Московская область, Сергиево-Посадский район, пос. Смена (1999);
- Пустынь Параклита (реставрация), Московская обл., Сергиево-Посадский р-н, пос. Смена (1999);
- Храм иконы Божией Матери «Утоли моя печали» в Марьине (новая) (интерьеры, внутренний и внешний декор), Москва, Марьинский бульвар, 2 (2001);
- Церковь Новомучеников и Исповедников Российских в Коммунарке (интерьеры, внутренний и внешний декор), Москва, Новомосковский адм. окр., у пос. Коммунарка (2008);
- Храм Иконы Божией Матери Взыскание Погибших при женском коммерческом училище (интерьеры, внутренний и внешний декор), Москва, ул. Зацепа, 41 (2015—2016)[1].

## Награды
- 19 августа 2000 — Святейший Патриарх Московский и всея Руси Алексий II наградил Николая Михайловича Аввакумова, за участие в воссоздании Храма Христа Спасителя в Москве, медалью Русской Православной Церкви Преподобного Сергия Радонежского II степени
- 2003 — За лучший проект надгробия над мощами Свт. Николая, в крипте базилики г. Бари (Италия), на Всероссийском открытом архитектурно-художественном конкурсе, Н. М. Аввакумов, победивший в двух предыдущих конкурсах, исполнив три проекта по надгробию, решётке и паникадилу сокровищницы, и награждённый за них тремя дипломами, был удостоен премии с вручением памятной медали и диплома Итало-российского фонда Свт. Николая Чудотворца.

## Персональные выставки
- август 2005 — Государственный музей-заповедник А. С. Пушкина «Михайловское» — «Кремленоград, или Виды главнейших святынь Московского Кремля»[2]

## Публикации Н. Аввакумова
- 1995 — «Хоругвь» Н. М. Аввакумов. «О древнерусских хоросах» (научно-исследовательская статья по истории и символике светильников Древней Руси).
- 2007 — «Кремленоград, или Виды главнейших святынь Московского Кремля». Серия статей в журнале Экоreal.
- 2007 — «Кремленоград, или Виды главнейших святынь Московского Кремля». Графические листы. (14 листов) — М.: Московские учебники, 2007
- 2010 — «Хитровская площадь — прошлое, настоящее, будущее». // Журнал «Территория и планирование». № 2(26) 2010. илл. С. 60—71. ISSN 2074—2037